# Vasile Mocan (delegat din Santău)
Vasile Mocan (n. 1880, Santău, județul Satu-Mare – d. 8 noiembrie 1945, Santău) a fost un deputat în Marea Adunare Națională de la Alba Iulia, organismul legislativ reprezentativ al „tuturor românilor din Transilvania, Banat și Țara Ungurească”, cel care a adoptat hotărârea privind Unirea Transilvaniei cu România, la 1 decembrie 1918.:p. 77

## Biografie
Vasile Mocan a fost agricultor.:p. 274

## Activitatea politică
Ca deputat în Adunarea Națională din 1 decembrie 1918 a reprezentat ca delegat supleant cercul electoral din Tășnad.:p. 274